# العلاقات الكونغوية القطرية
العلاقات الكونغوية القطرية هي العلاقات الثنائية التي تجمع بين جمهورية الكونغو وقطر.

## مقارنة بين البلدين
هذه مقارنة عامة ومرجعية للدولتين:
| وجه المقارنة                                              | [[تصنيف:صفحات تستخدم رمز علم غير موجود\|]] جمهورية الكونغو | قطر           |
| --------------------------------------------------------- | ---------------------------------------------------------- | ------------- |
| المساحة (كم2)                                             | 342.00 ألف                                                 | 11.44 ألف     |
| عدد السكان (نسمة)                                         | 5.26 مليون                                                 | 2.64 مليون    |
| الكثافة السكانية (ن./كم²)                                 | 15.38                                                      | 230.77        |
| العاصمة                                                   | برازافيل                                                   | الدوحة        |
| اللغة الرسمية                                             | لغة فرنسية                                                 | اللغة العربية |
| العملة                                                    | فرنك وسط أفريقي                                            | ريال قطري     |
| الناتج المحلي الإجمالي (بليون دولار)                      | 8.72 مليار                                                 | 167.61 مليار  |
| الناتج المحلي الإجمالي (تعادل القوة الشرائية) بليون دولار | 29.48 مليار                                                | 316.40 مليار  |
| الناتج المحلي الإجمالي الاسمي للفرد دولار أمريكي          | 1.85 ألف                                                   | 73.65 ألف     |
| الناتج المحلي الإجمالي للفرد دولار أمريكي                 |                                                            | 141.54 ألف    |
| مؤشر التنمية البشرية                                      | 0.591                                                      | 0.850         |
| رمز المكالمات الدولي                                      | +242                                                       | +974          |
| رمز الإنترنت                                              | .cg                                                        | .qa           |
| المنطقة الزمنية                                           | ت ع م+01:00                                                | ت ع م+03:00   |

## منظمات دولية مشتركة
يشترك البلدان في عضوية مجموعة من المنظمات الدولية، منها:
| علم المنظمة | اسم المنظمة                               | تاريخ انضمام جمهورية الكونغو | تاريخ انضمام قطر |
| ----------- | ----------------------------------------- | ---------------------------- | ---------------- |
|             | منظمة التجارة العالمية                    | ?                            | ?                |
|             | يونسكو                                    | 24 أكتوبر 1960               | 27 يناير 1972    |
|             | البنك الدولي للإنشاء والتعمير             | 10 يوليو 1963                | 25 سبتمبر 1972   |
|             | وكالة ضمان الاستثمار متعدد الأطراف        | 16 أكتوبر 1991               | 22 أكتوبر 1996   |
|             | منظمة الشرطة الجنائية الدولية             | ?                            | ?                |
|             | مؤسسة التمويل الدولية                     | 1 أكتوبر 1980                | 11 أكتوبر 2008   |
|             | الأمم المتحدة                             | 20 سبتمبر 1960               | 21 سبتمبر 1971   |
|             | منظمة حظر الأسلحة الكيميائية              | ?                            | ?                |
|             | المركز الدولي لتسوية المنازعات الاستشارية | 14 أكتوبر 1966               | 20 يناير 2011    |

## وصلات خارجية
- موقع وزارة الخارجية القطرية